# Una mira perfetta
Una mira perfetta (Dead Aim, 2013) è un racconto noir di Joe R. Lansdale che vede come protagonisti i due amici Hap Collins e Leonard Pine.

## Trama
Hap e Leonard vengono contattati dall'amico Marvin Hanson, che gestisce un'agenzia investigativa, per sorvegliare una donna che è sottoposta a stalking da parte del marito da cui sta divorziando e per convincere il violento a non infastidirla più. La donna, Sharon, racconta di essere sorvegliata costantemente dall'uomo, Henry, che a suo dire avrebbe massacrato a pugni il suo nuovo fidanzato, Robert Unlerod. Leonard e Hap accettano l'incarico ma, troppo esperti e furbi per fidarsi ciecamente dei loro clienti, decidono comunque di investigare per trovare conferma della storia raccontata da Sharon, insospettiti anche dal fatto che non vi siano denunce a carico del violento Henry.
Mentre Leonard rimane a casa con Sharon per proteggerla, Hap si reca a trovare Henry per parlare con lui e eventualmente dissuaderlo nel continuare a tormentare la donna; mentre sorveglia l'uomo, Hap sente uno sparo provenire dalla sua abitazione, si introduce nella casa e lo trova morto. La polizia inizialmente sospetta di Leonard e Hap ma la testimonianza della stessa Sharon li scagiona immediatamente. I due amici a questo punto non credono più alla versione della donna e decidono di interrogare Robert; troveranno anche questo morto da giorni, ucciso con un colpo di pistola insieme alla fidanzata.
Messa alle strette Sharon confessa che in realtà Henry non era un violento e che i due non avevano affatto litigato: il vizio delle scommesse lo aveva indebitato per cifre ragguardevoli nei confronti della famiglia Cox appartenente alla Dixie Mafia. Per cercare di allontanare l'attenzione degli estorsori e degli usurai, lei e il marito avevano fatto credere a tutti di essere prossimi al divorzio. Il piano era stato suggerito dall'avvocato Frank Givens, ex marito di Sharon e ancora innamorato della donna. Tuttavia il tentativo di chiudere la partita con i Cox non era riuscito, anzi, Richard Cox, il capofamiglia mafioso aveva comunque fatto uccidere Henry, colpevole di aver picchiato Robert Unlerod, in realtà uno degli estorsori nel libro paga, e fatto rapire la figlia dello stesso Henry, la giovane Nora Devon.
Frank Givens suggerisce un piano per saldare i debiti e nel contempo per mettersi in buona luce con Sharon e riacquistare le sue attenzioni: l'avvocato avrebbe anticipato 750000 $ per saldare gran parte del debito con i Cox e liberare così Nora mentre Sharon avrebbe restituito con calma la somma una volta riscosso il premio dell'assicurazione sulla vita di Henry. Mentre Frank Givens si reca con i soldi all'appuntamento con i Cox, Leonard e Hap, insospettiti dalla facilità con cui l'equivoco avvocato è riuscito in brevissimo tempo a racimolare l'ingente somma, smascherano il doppio gioco: Givens in realtà è l'avvocato di fiducia della famiglia Cox e non sta realmente consegnando il denaro ai malviventi ma lo farà in seguito, non appena Sharon avrà riscosso l'eredità. Sharon è all'oscuro del doppio gioco di Givens che per nascondere la macchinazione non ha esitato a uccidere Unlerod che lo ricattava minacciando di rivelare tutto alla donna. Leonard e Hap accompagnano Givens all'appuntamento e qui scoprono che in realtà Nora non era tenuta prigioniera ma che, fidanzatasi con il giovane figlio di Richard Cox, Jackie, fingeva di essere stata rapita per accaparrarsi parte del denaro della madre. I due amici sparano ad alcuni mafiosi e rendono inoffensivi gli altri, consegnandoli alla polizia insieme al complice Givens, consentendo così a Sharon di rifarsi una vita con il denaro dell'assicurazione del defunto marito.

## Protagonisti
Hap CollinsBianco, investigatore per caso, esperto nella lotta e dalla mira eccezionale, nonostante ricorra all'uso della violenza solo quando assolutamente necessario. Dopo essersi cacciato per anni nei guai, grazie all'incontro con Leonard, con cui ha un fortissimo rapporto di amicizia, ha finalmente trovato un suo equilibrio.
Leonard PineNero, gay, veterano della guerra del Vietnam. Dai modi bruschi, con una spiccata propensione alla risoluzione dei problemi con le maniere forti.
Marvin HansonIl capo di un'agenzia di un'investigazione, amico di Hap e Leonard, a cui si rivolge per proteggere Sharon.
Sharon DevonSplendida quarantenne, alta, mora con gli occhi verdi, ingaggia Hap e Leonard per proteggerla, a suo dire, dalle intemperanze del marito Henry, dal quale sta divorziando.
Henry DevonIl marito di Sharon, trovato morto da Hap. Indebitatosi con la Dixie Mafia, aveva fatto credere ai malviventi di essere in procinto di divorziare dalla donna. Dal fisico imponente, aveva picchiato uno degli estorsori prima di essere ucciso dalla mafia.
Brett SawyerLa fidanzata di Hap, in ottimi rapporti con Leonard.
Richard CoxIl capo della famiglia mafiosa di usurai.
SpeedIl gigantesco killer ingaggiato dalla Dixie Mafia.

## Edizioni
- (EN)  Joe R. Lansdale, Dead Aim, Edizione limitata, Subterranean Press, 2013,  pp. 102, ISBN 978-1-59606-525-3.

- Racconto pubblicato in:  Joe R. Lansdale, Una coppia perfetta - I racconti di Hap e Leonard, traduzione di Luca Briasco, Stile libero Big, Einaudi, 2013,  p. 196, ISBN 978-88-06-20893-6.